# Nunningen
Nunningen ist eine politische Gemeinde im Bezirk Thierstein des Kantons Solothurn im Nordwesten der Schweiz.

## Geographie
Nunningen liegt auf 621 m ü. M., 10 km ostsüdöstlich der Stadt Laufen (Luftlinie). Das Dorf erstreckt sich in einer Längsmulde des nördlichen Solothurner Faltenjuras, im Quellgebiet des zur Birs abfliessenden Chastelbachs, im Schwarzbubenland. Es bildet das Zentrum des Gilgenbergerlandes.
Die Fläche des 10,3 km² grossen Gemeindegebiets umfasst einen stark reliefierten Abschnitt des nördlichen Juras mit grosser landschaftlicher Vielfalt. Den zentralen Gemeindeteil bildet die sich in West-Ost-Richtung ausdehnende Längsmulde von Nunningen, die im Bereich des Dorfes eine Breite von ungefähr einem Kilometer aufweist. Im Süden wird diese Mulde vom Kamm des Riedberges (943 m ü. M.) und der schroffen Portiflue (876 m ü. M.) flankiert. Auch ein kleines, bereits im Einzugsbereich der Lüssel liegendes Gebiet um den Nunningenberg, den Hirnichopf und die Ämmenegg, auf der mit 1021 m ü. M. der höchste Punkt von Nunningen erreicht wird, gehört noch zur Gemeinde.
Auf ihrer nördlichen Seite wird die Längsmulde von den Waldhöhen Chilchberg (760 m ü. M.), Mühleberg (774 m ü. M.), Buechenberg (838 m ü. M.) und Brang (bis 879 m ü. M.) begrenzt. Der an den Hängen um Nunningen entspringende Chastelbach fliesst durch eine Engstelle zwischen Chilchberg und Mühleberg nach Nordwesten und entwässert den Hauptteil des Gemeindebannes. Nördlich dieser Engstelle befindet sich der Talkessel von Engi, der wiederum durch Eichlenberg (737 m ü. M.), Balmchopf (794 m ü. M.) und Homberg (bis 874 m ü. M.) auf seiner Nordseite eingefasst wird. Im äussersten Nordwesten erstreckt sich der Gemeindeboden bis an den Ibach, der durch das Kaltbrunnental zur Birs fliesst. Von der Gemeindefläche entfielen 2014 9 % auf Siedlungen, 50 % auf Wald und Gehölze, 40 % auf Landwirtschaft und etwas weniger als 1 % auf unproduktives Land.
Zu Nunningen gehören die Weiler Engi (603 m ü. M.) in einem Talkessel des Chastelbaches nordwestlich des Dorfes, Roderis (575 m ü. M.) auf einem Sattel zwischen den Tälern von Ibach und Chastelbach sowie verschiedene Einzelhöfe. Nachbargemeinden von Nunningen sind Beinwil (SO), Meltingen, Zullwil, Breitenbach, Himmelried und Seewen im Kanton Solothurn sowie Bretzwil und Lauwil im Kanton Basel-Landschaft.

## Bevölkerung
Mit 1973 Einwohnern (Stand 31. Dezember 2023) gehört Nunningen zu den mittelgrossen Gemeinden des Kantons Solothurn. Von den Bewohnern sind 95,0 % deutschsprachig, 1,6 % albanischsprachig und 0,5 % sprechen Serbokroatisch (Stand 2000). Die Bevölkerungszahl von Nunningen belief sich 1850 auf 1175 Einwohner, 1900 auf 1046 Einwohner. Im Verlauf des 20. Jahrhunderts stieg die Bevölkerungszahl kontinuierlich an. Besonders seit 1980 (1472 Einwohner) wurde ein verstärktes Bevölkerungswachstum verzeichnet.

## Wirtschaft
Nunningen war bis weit ins 20. Jahrhundert hinein ein vorwiegend durch die Landwirtschaft geprägtes Dorf. Noch heute haben die Milchwirtschaft und Viehzucht sowie der Obstbau (überwiegend Kirschbäume) und der Ackerbau einen gewissen Stellenwert in der Erwerbsstruktur der Bevölkerung. Zahlreiche weitere Arbeitsplätze sind im lokalen Kleingewerbe und im Dienstleistungssektor vorhanden.

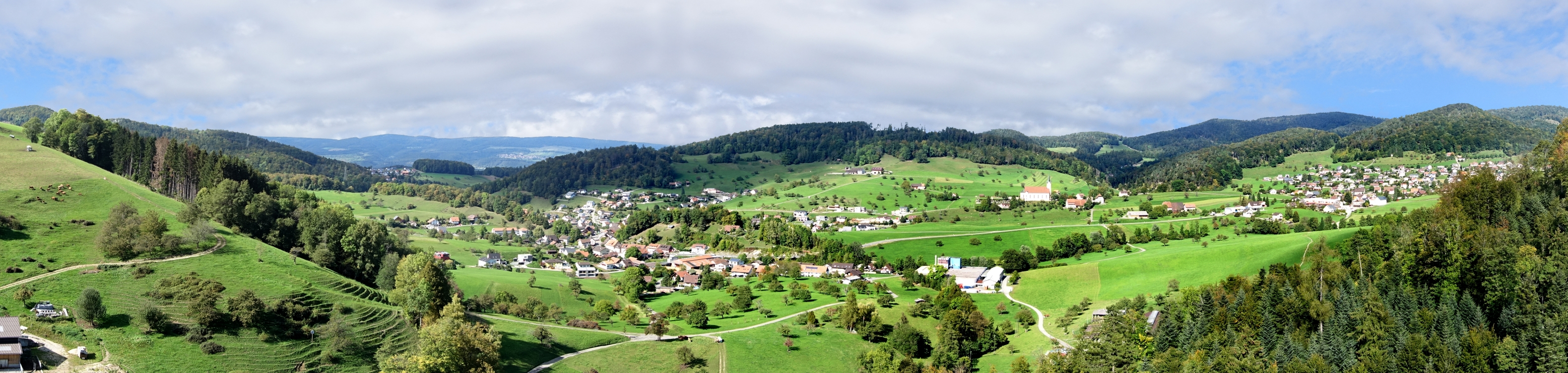
Panorama Blick von der Ruine Gilgenberg nach Zullwil, Oberkirch, Nunningen

Nunningen ist eine Landgemeinde mit diversen Gewerbe- und Industriebetrieben. Am östlichen Rand des alten Dorfkerns sowie vor der Talenge gegen Engi entwickelten sich Gewerbe- und Industriezonen. Heute sind in Nunningen Betriebe des Baugewerbes, der Metallbranche, der Kunststoff- und der Holzverarbeitung, der Elektrobranche und mechanische Werkstätten vertreten. Nunningen war stets der wichtigste Ort im Gilgenbergerland und nimmt für die nähere Umgebung seine zentralörtlichen Funktionen wahr. Nunningen beherbergt auch das Alters- und Pflegeheim Stäglen der Gemeinden Zullwil und Nunningen. Im selben Gebäude befindet sich seit einigen Jahren das Dorfmuseum.
Am sonnigen Südhang des Buechenbergs sowie am westlichen Dorfrand sind in den letzten Jahrzehnten ausgedehnte Wohnquartiere entstanden. Viele Erwerbstätige sind Wegpendler, die hauptsächlich in der Region Laufen-Breitenbach und in der Agglomeration Basel arbeiten.

## Verkehr

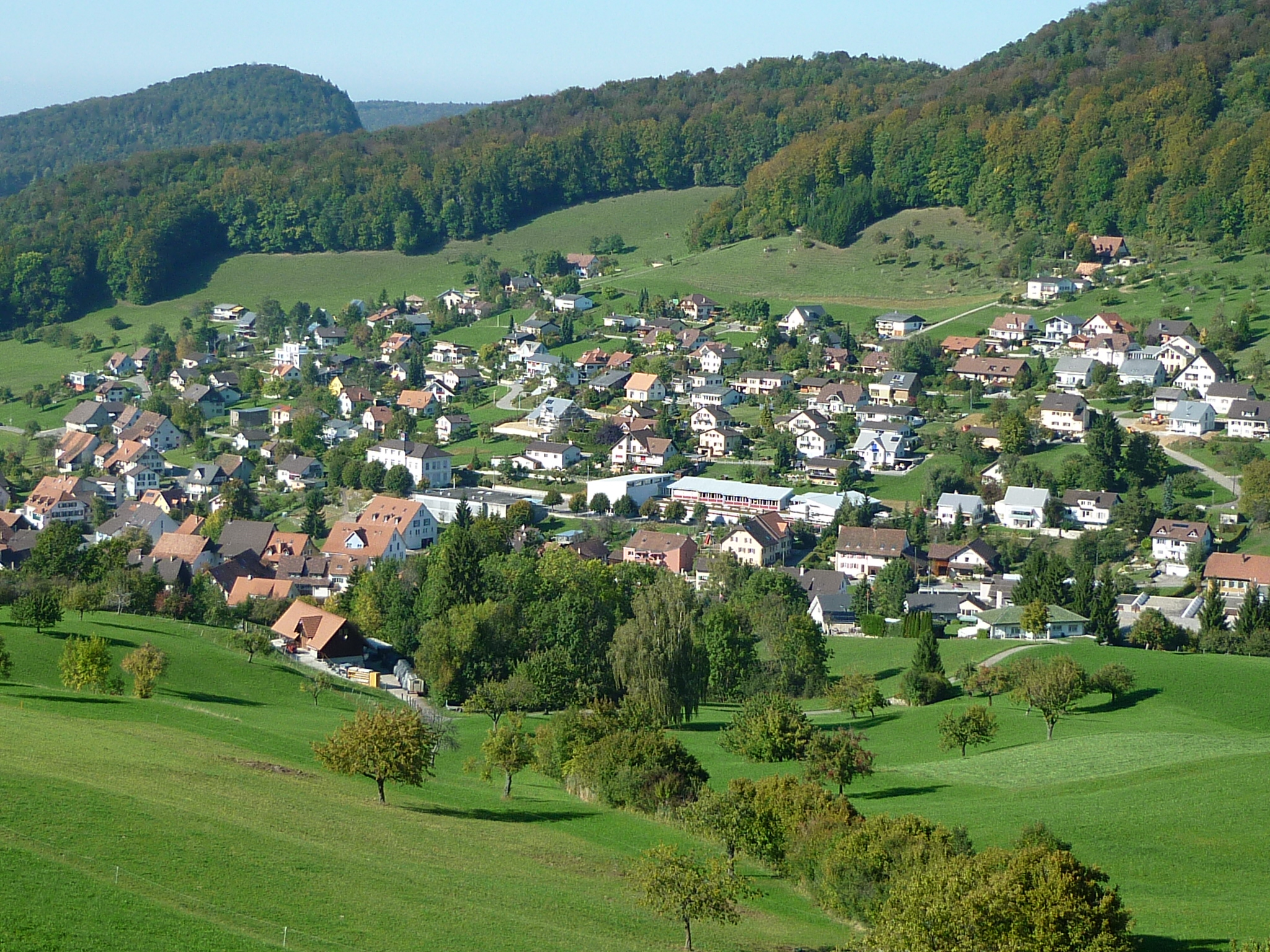
Nunningen

Die Gemeinde liegt an einer Verbindungsstrasse von Laufen nach Reigoldswil oder über das Oristal nach Liestal. Durch das Tal des Chastelbachs führt die direkte Strasse nach Grellingen und weiter nach Basel. Durch drei Postautolinien ist Nunningen an das Netz des öffentlichen Verkehrs angebunden. Sie verkehren auf den Strecken von Nunningen nach Laufen, via Himmelried nach Grellingen und via Seewen nach Grellingen, via Seewen nach Liestal.

## Geschichte
Die erste urkundliche Erwähnung des Ortes erfolgte 1152 bereits unter dem heutigen Namen; von 1194 ist die Bezeichnung Nunnengen überliefert. Der Ortsname geht auf den althochdeutschen Personennamen Nunno zurück und bedeutet somit bei den Leuten des Nunno.

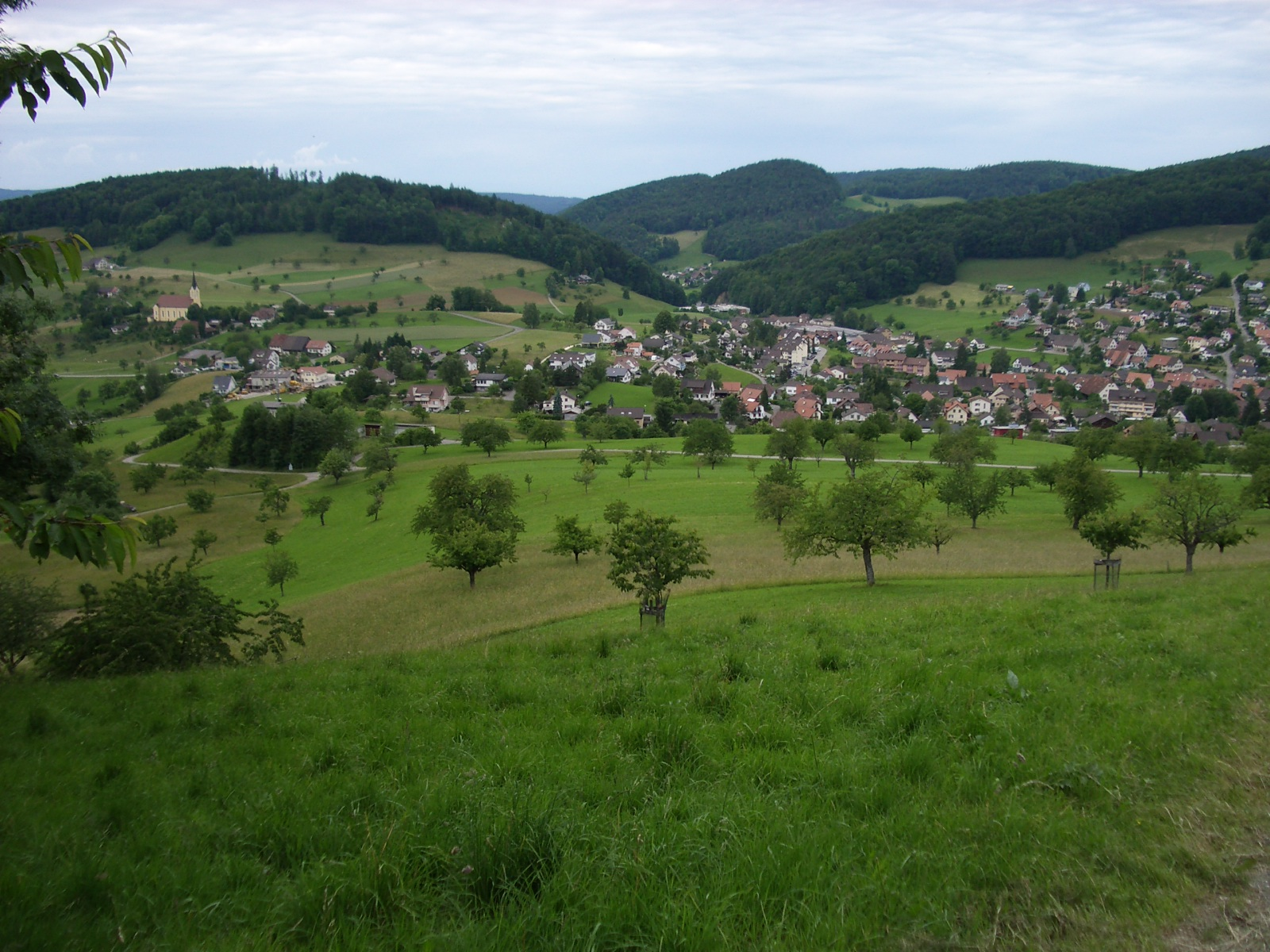
Zullwill (Oberkirch) und Nunningen, mit gemeinsamer Pfarrkirche

Seit dem Mittelalter war Nunningen Teil der Herrschaft Gilgenberg unter den Freiherren von Ramstein. Diese Herrschaft wurde 1527 vom Schlossherrn Hans Imer für 5900 Gulden an die Stadt Solothurn verkauft, welche das Gebiet in eine Vogtei umwandelte. Danach herrschten bis zur Französischen Revolution solothurnische Vögte auf der Burg Gilgenberg. Die hohe Gerichtsbarkeit gelangte jedoch erst im Jahr 1685 an Solothurn. Nach dem Zusammenbruch des Ancien Régime (1798) gehörte Nunningen während der Helvetik zum Distrikt Dornach und ab 1803 zum Bezirk Thierstein.

Historisches Luftbild von Werner Friedli von 1953

## Sehenswürdigkeiten
Die Pfarrkirche der Region befindet sich im Weiler Oberkirch auf dem Sattel zwischen Nunningen und Zullwil und steht auf Zullwiler Boden. Auf dem Nunningerberg steht die Kapelle Sankt Wendelin, die im 17. Jahrhundert erbaut wurde.

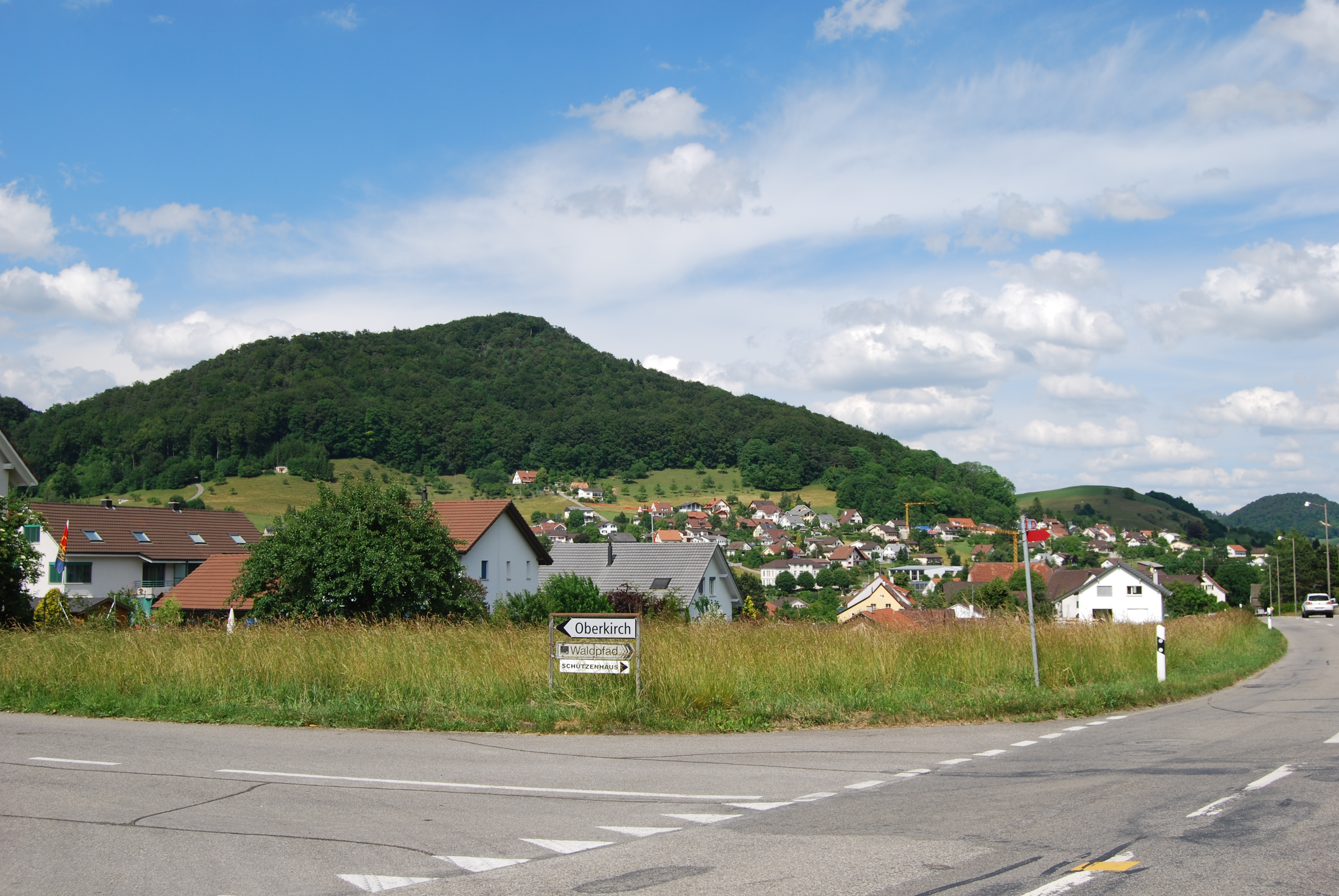
Ansicht des Dorfes
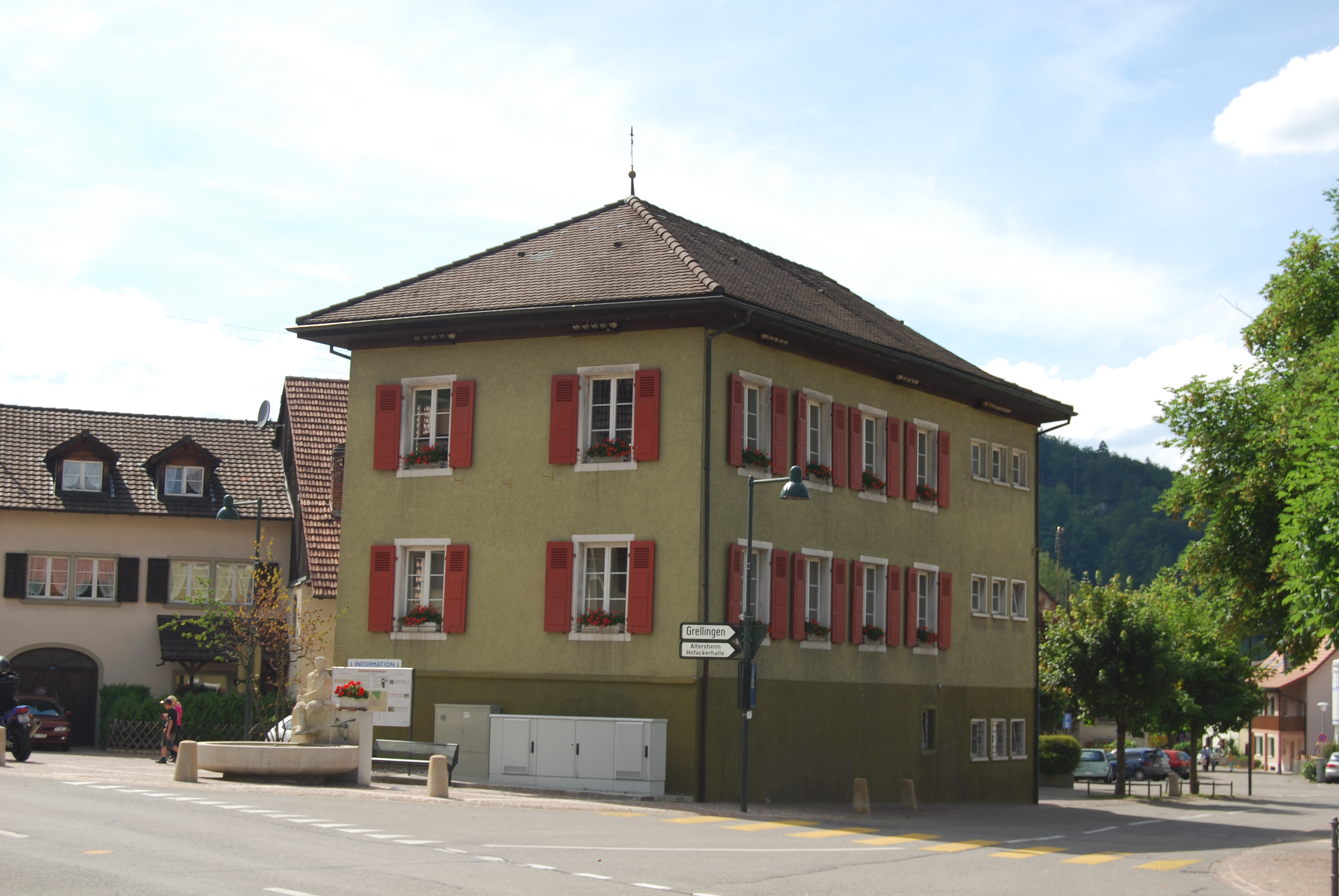
Gemeindehaus, ehemalige Zehntenscheune
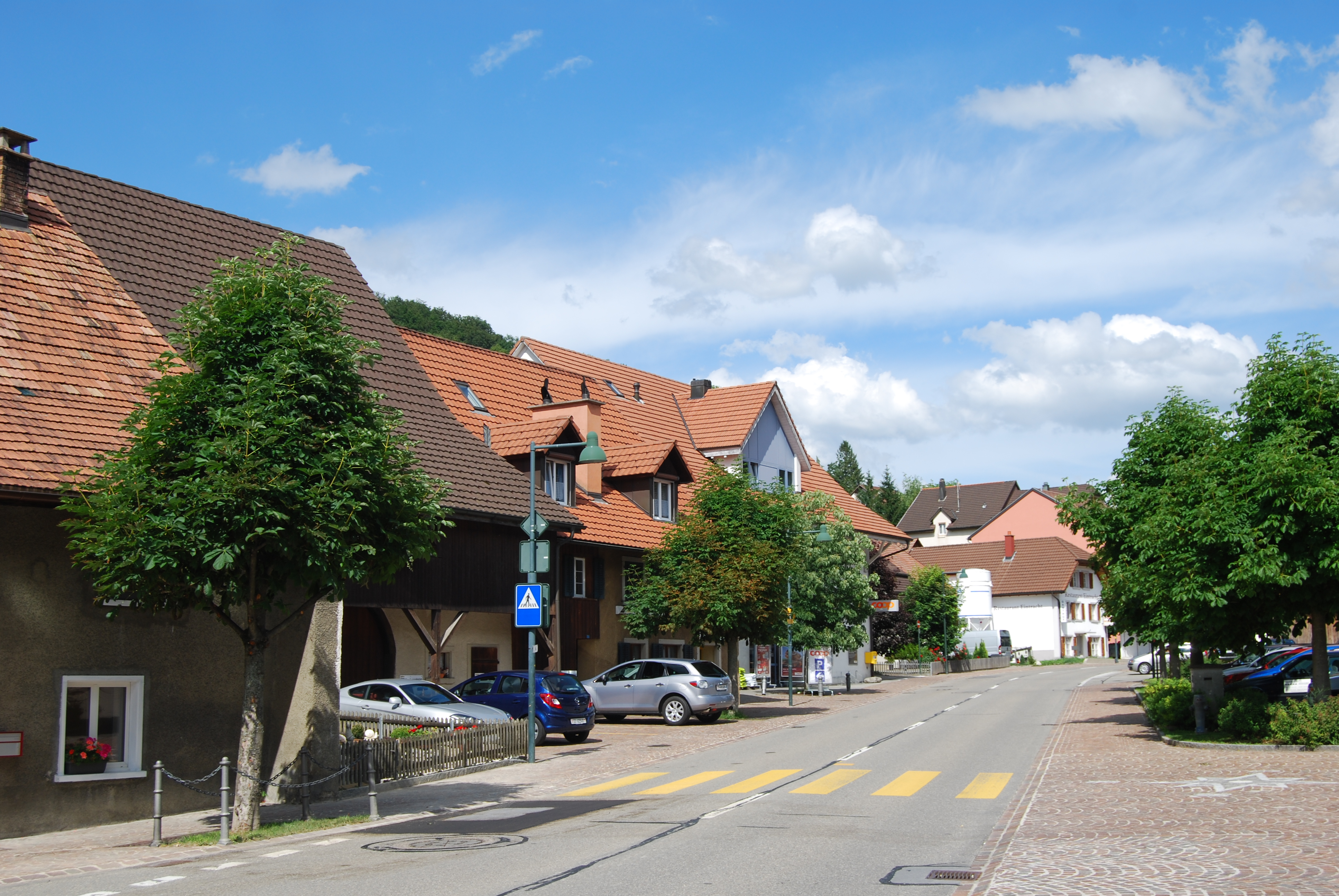
Hauptstrasse
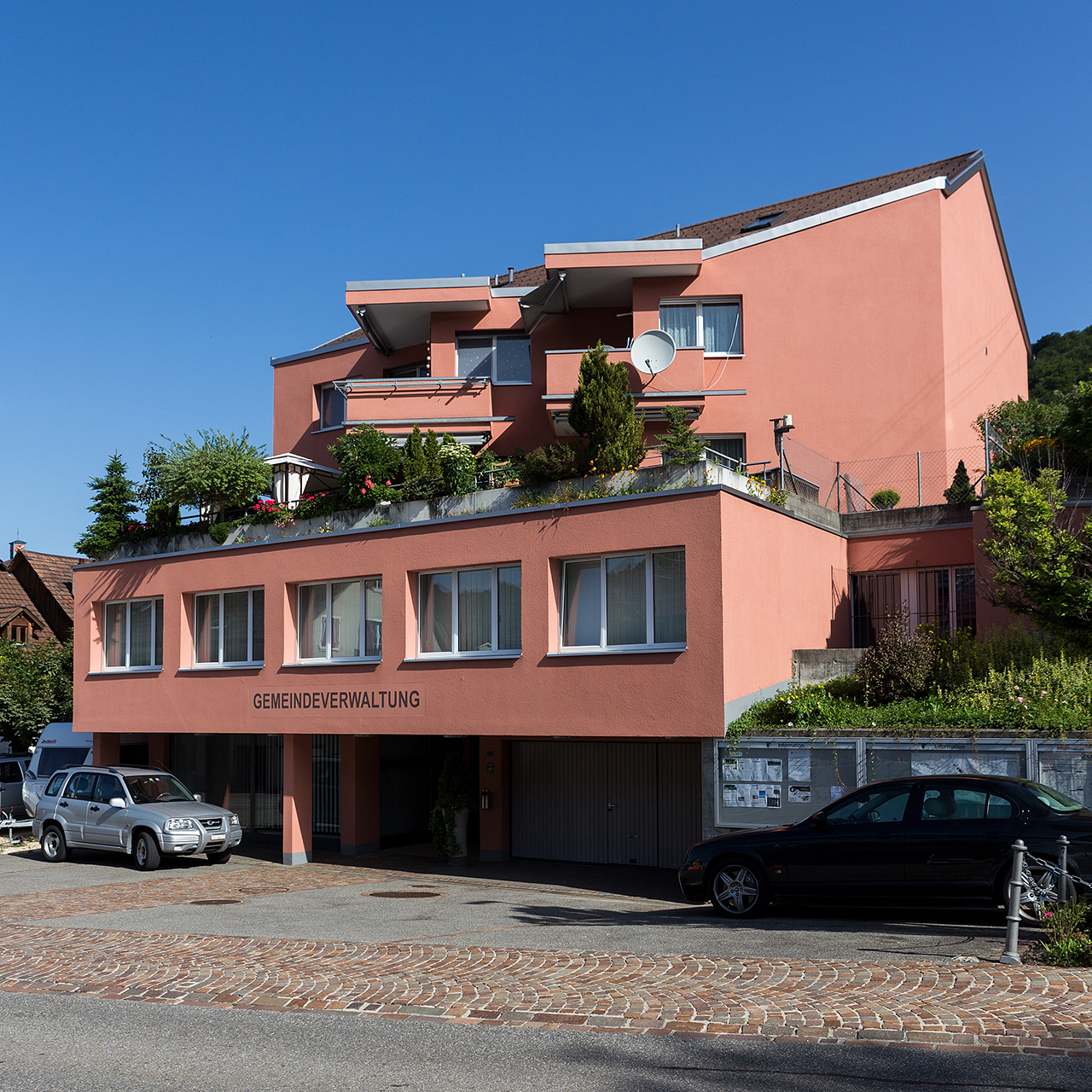
Gemeindeverwaltung
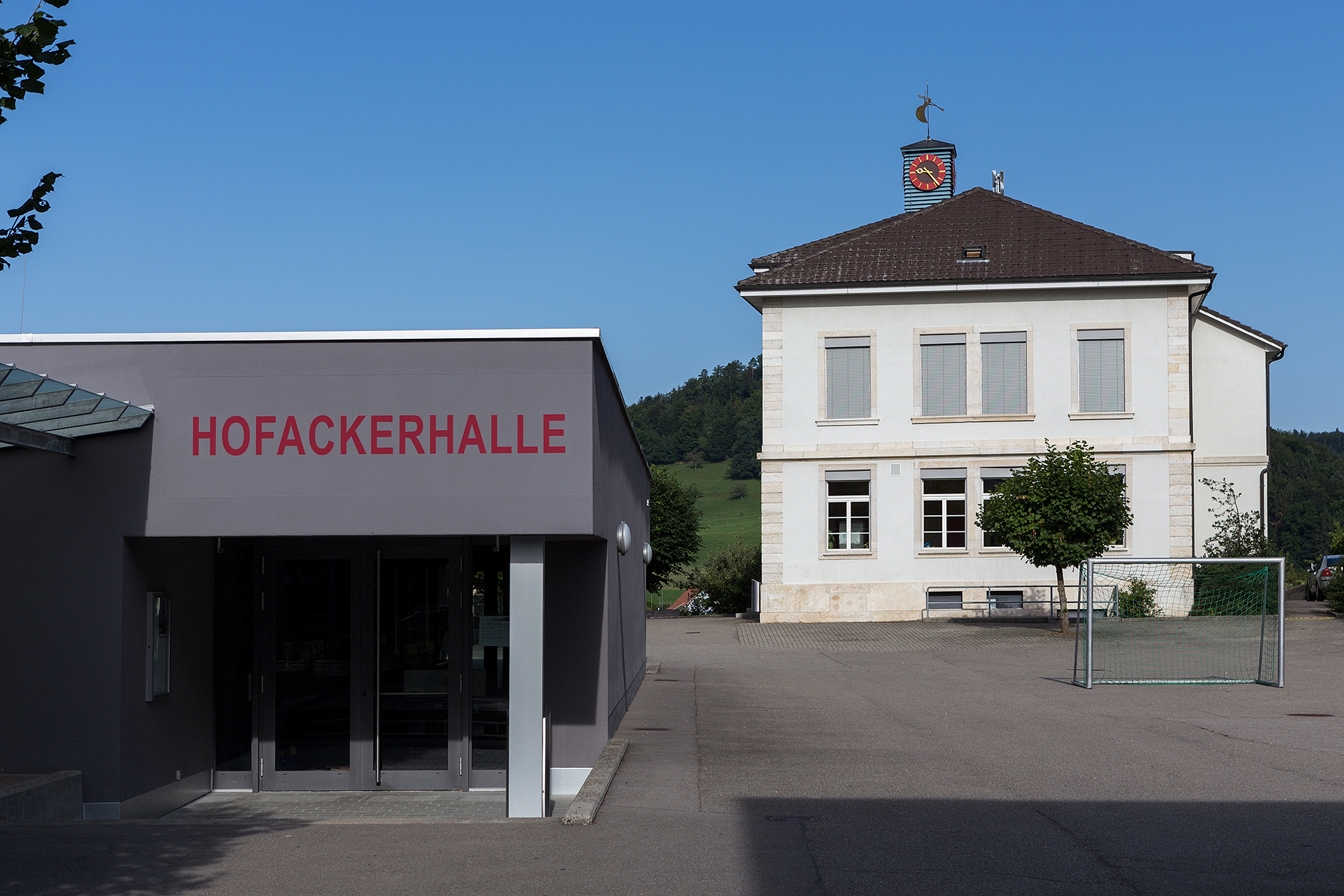
Dorfschulhaus
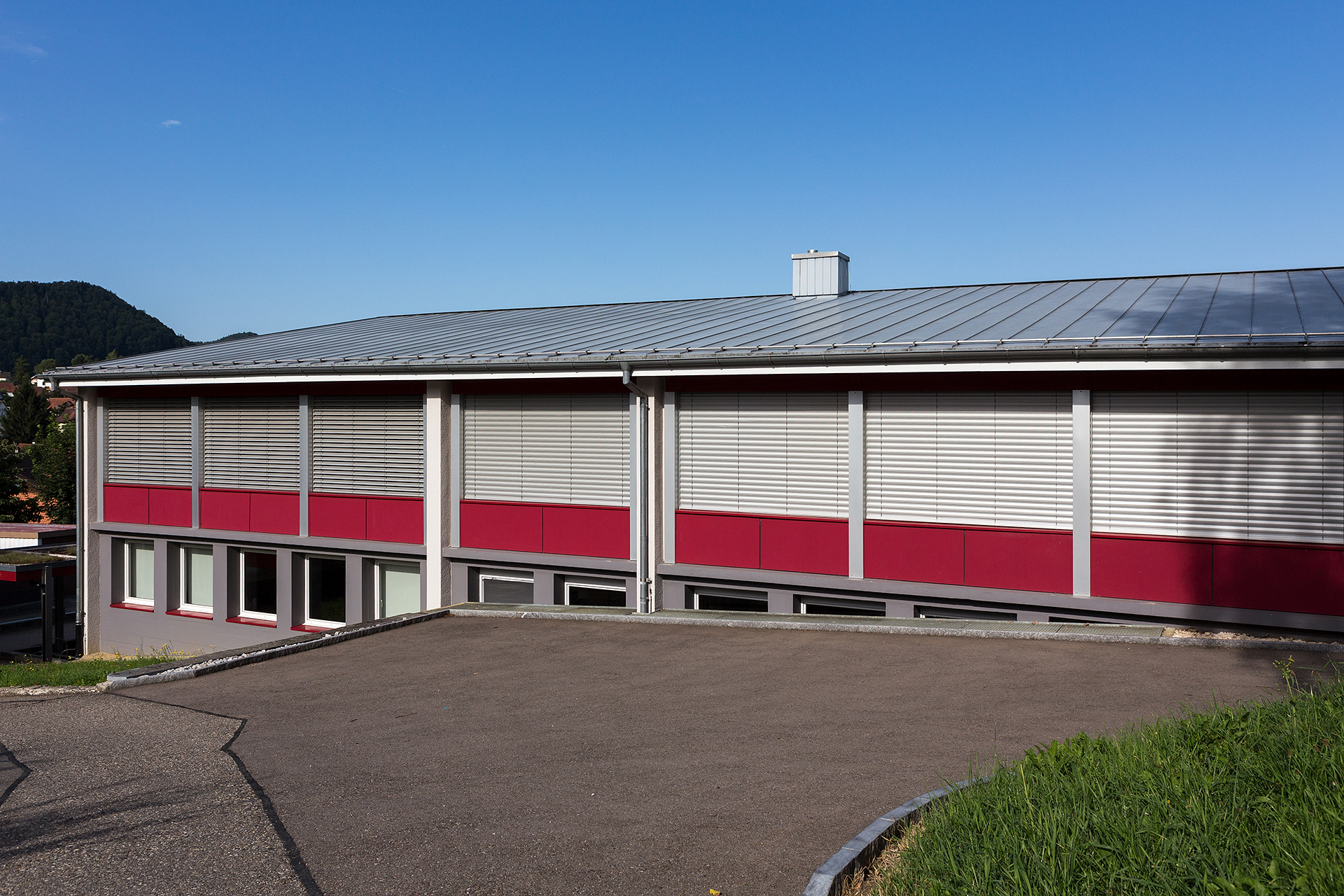
Neueres Schulhaus
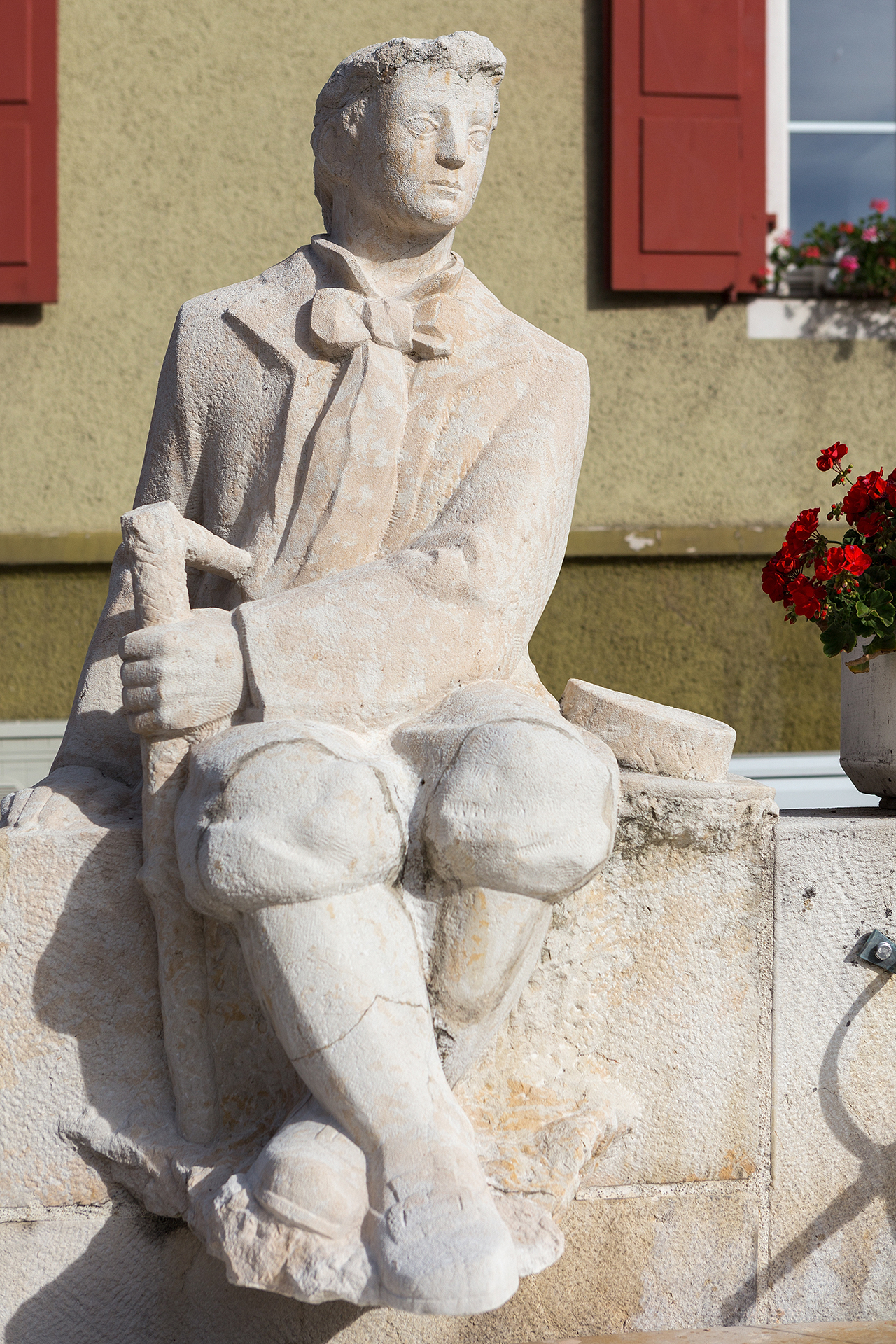
Schwarzbube (Brunnen)
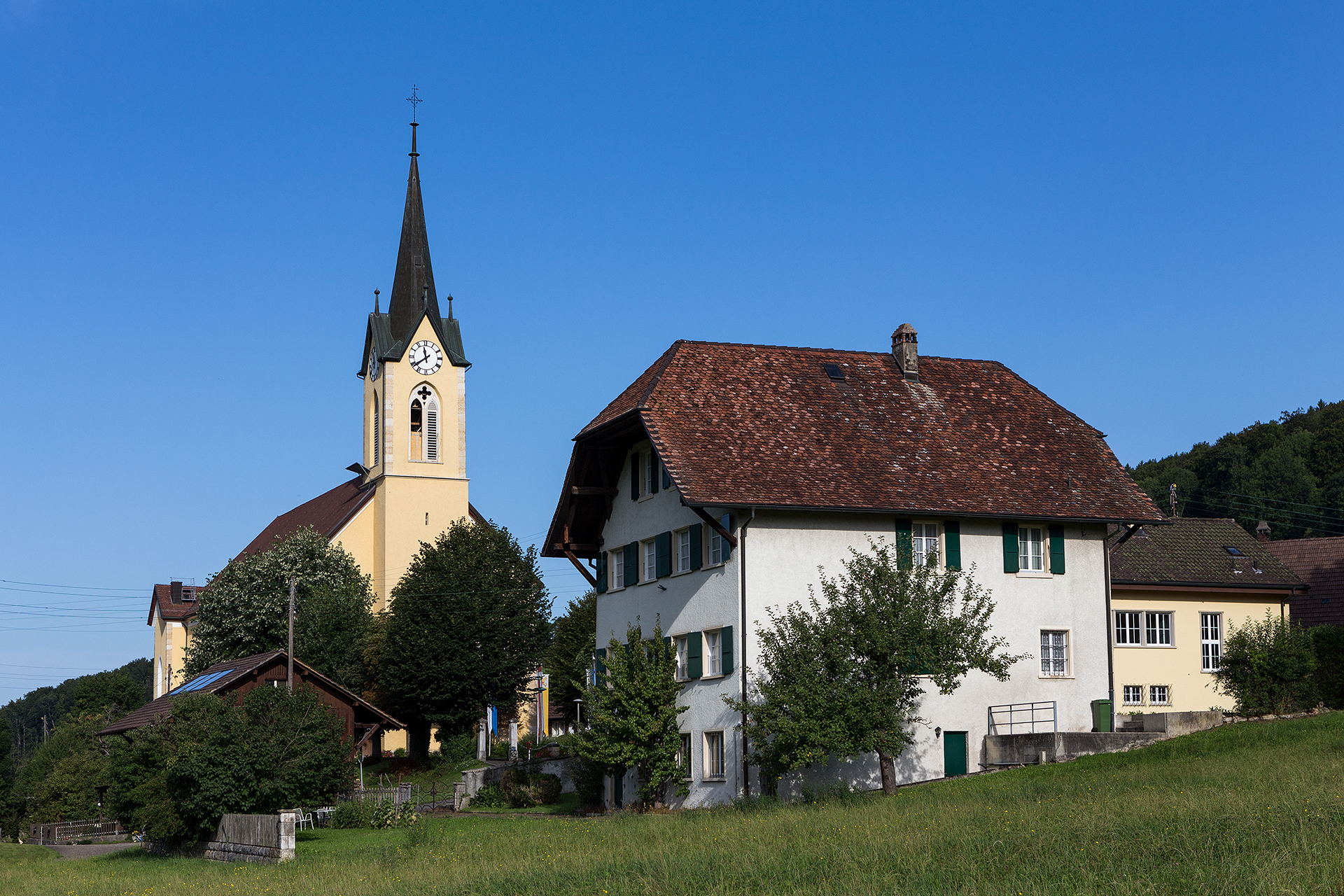
Kirche und Pfarrhaus in Oberkirch

## Persönlichkeiten
- Anton Hänggi (1917–1994), römisch-katholischer Bischof im Bistum Basel, geboren in Nunningen
- Peter Hänggi (* 1942), Solothurner National- und Regierungsrat (CVP), geboren und zeitlebens wohnhaft in Nunningen
- Albin Fringeli (1899–1993), Dichter und Autor, Ehrenbürger von Nunningen
- Daniel Kahneman (1934–2024), israelisch-US-amerikanischer Psychologe, starb am 27. März 2024 im Alter von 90 Jahren[5] per assistiertem Suizid durch eine Suizidhilfeorganisation im Weiler Roderis der Schweizer Gemeinde Nunningen[6][7][8]

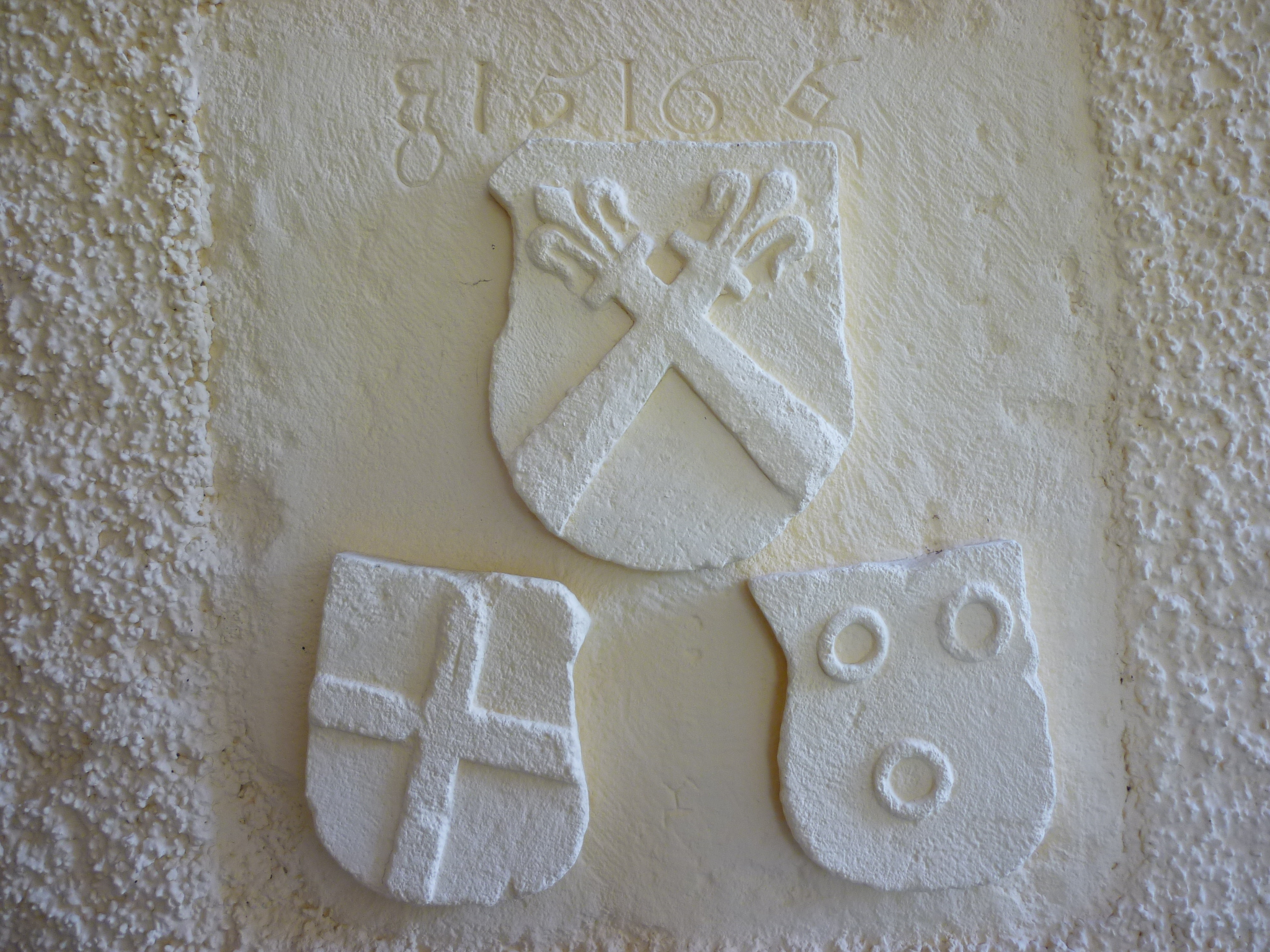
Wappen mit gekreuzten Lilienstäben (Gilgen), Kirche Oberkirch SO

## Wappen
Gespalten von Schwarz und Weiss mit zwei gekreuzten Lilienstäben in gewechselten Farben. Das Wappen lehnt sich an das Wappen der Vogtei Gilgenberg (Lilienberg), das auf die Erbauer der Burg, die Freiherren von Ramstein, zurückgeht (vgl. auch mit den Wappen von Bretzwil, Brislach, Zullwil und Zwingen).